# Georg Ledderhose

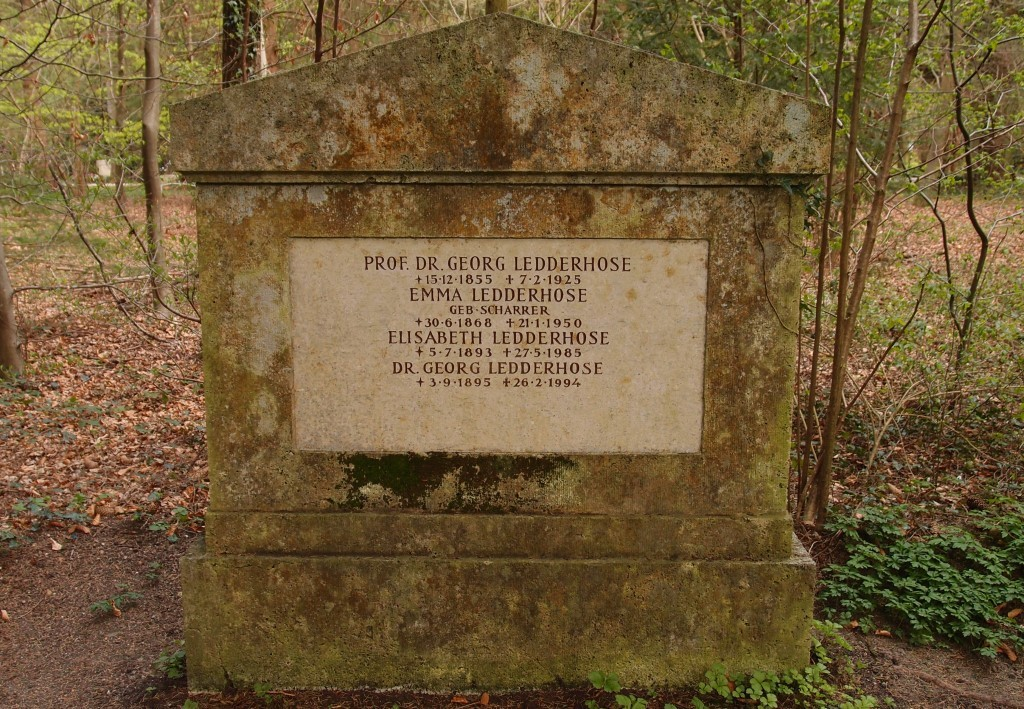
Grab des Chirurgen Georg Ledderhose (1855–1925) auf dem Waldfriedhof in München.

Georg Ledderhose (* 15. Dezember 1855 in Bockenheim; † 1. Februar 1925 in München) war ein deutscher Chirurg.

## Leben
Ledderhose studierte Medizin an der Kaiser-Wilhelms-Universität Straßburg, vor allem bei Albert Lücke. 1880 wurde er dort zum Dr. med. promoviert.
1891 wurde er a.o. Professor für Chirurgie an der Universität Straßburg. Von 1892 bis 1899 war er Direktor des neu gegründeten Rekonvalescentenhauses für Unfallverletzte. Später arbeitete er in München, wo er Honorarprofessor wurde.
Er arbeitete in seiner Straßburger Zeit u. a. mit der „Heil- und Pflegeanstalt für epileptische Kinder in Kork (Baden)“ (heute: Epilepsie-Zentrum Kork) zusammen und publizierte u. a. auch zur chirurgischen Epilepsietherapie. Ledderhose beschrieb 1894 erstmals das später nach ihm benannte Syndrom, das auch als Morbus Ledderhose bezeichnet wird.

## Schriften
- Über Glykosamin. Trübner, Straßburg 1880 (Dissertation).
- Beiträge zur Kenntniss des Verhaltens von Blutergüssen in serösen Höhlen unter besonderer Berücksichtigung der peritonealen Bluttransfusion. Trübner, Straßburg 1885.
- Die chirurgischen Erkrankungen der Bauchdecken und die chirurgischen Krankheiten der Milz (= Deutsche Chirurgie. Bd. 45b). Enke, Stuttgart 1890.
- Die ärztliche Untersuchung und Beurtheilung der Unfallfolgen. Bergmann, Wiesbaden 1898.
- Chirurgie des Thorax und der Brustdrüse (= Diagnostische und therapeutische Irrtümer und deren Verhütung: Chirurgie. Bd. 1). Thieme, Leipzig 1920.
- Chirurgie der Wirbelsäule, des Rückenmarks, der Bauchdecken und des Beckens (= Diagnostische und therapeutische Irrtümer und deren Verhütung: Chirurgie. Bd. 2). Thieme, Leipzig 1921.
- Spätfolgen der Unfallverletzungen: Ihre Untersuchung und Begutachtung. Enke, Stuttgart 1921.